# Machine thermique
Une machine thermique est un mécanisme qui fait subir à un fluide des transformations cycliques au cours desquelles le fluide échange avec l'extérieur de l'énergie sous forme de travail et de chaleur.
La théorie des machines thermiques s'attache à la description et à l'étude physique de certains systèmes thermodynamiques qui permettent de transformer l'énergie thermique en énergie mécanique, et vice versa. Fondée au milieu du XIXe siècle, elle s'appuie sur la thermodynamique, et en particulier sur ses deux premiers principes.
De nombreuses machines thermiques sont d'un usage courant : le moteur thermique ou moteur à combustion  (sous la forme d'un moteur à combustion externe tel que la machine à vapeur et la turbine à vapeur, ou sous la forme d'un moteur à combustion interne tel que le moteur à essence, le moteur Diesel, le moteur à réaction et la turbine à gaz), le réfrigérateur et la pompe à chaleur.

## Naissance
C'est le désir de mettre en équation les machines thermiques (avec Carnot notamment) qui est à l'origine de la thermodynamique et en particulier du  premier et du second principe. Selon Feynman dans son Cours de Physique, il s'agirait d'un des rares cas où les sciences de l'ingénieur ont permis une avancée importante de la physique fondamentale.

## Fondements théoriques

### Premier principe
Le premier principe de la thermodynamique est un principe de conservation de l'énergie. Par ailleurs, le premier principe de la thermodynamique relie le travail mécanique à la chaleur et à l'énergie mécanique d'un système. En tant que fonction d'état, l'énergie interne ne varie pas sur un cycle :
{\displaystyle \Delta U=W+Q=0}

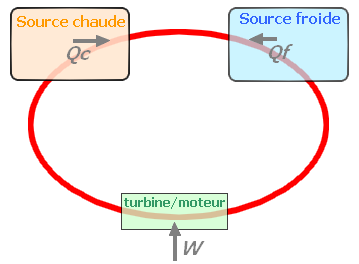
Cycle d'une machine ditherme

Le travail et la chaleur étant liées, on peut, en contrôlant l'une de ces variables, influencer l'autre. Dans le cas général, le fluide des machines thermiques est au contact de sources thermiques, de différentes températures {\displaystyle T_{1},T_{2},...,T_{n}} qui fournissent des chaleurs {\displaystyle Q_{1},Q_{2},...,Q_{n}}; et reçoivent un travail {\displaystyle W}. On algébrise ces valeurs vu du fluide : {\displaystyle Q_{i}} est positif si le transfert s'effectue de la source vers le fluide, négatif dans le cas contraire.
On nommera la machine thermique en fonction du signe de {\displaystyle W} :
- moteur si {\displaystyle W<0} ;
- récepteur si {\displaystyle W>0} ; catégorie dans laquelle on distingue :
  - les pompes à chaleur si le but de la machine est de « réchauffer » la source chaude,
  - les réfrigérateurs si le but est de refroidir la source froide.

L'ensemble des machines thermiques dithermes est décrit sur le diagramme de Raveau.

### Inégalité deClausius
Le premier principe, s'il pose les bases des machines thermiques, néglige une partie de leur étude : en effet, le second principe de la thermodynamique, qui traite de l'entropie (notée {\displaystyle S}), est un principe d'évolution des systèmes. Il permet également, sous la forme de l'inégalité de Clausius, de prédire l'efficacité énergétique théorique maximale d'une machine.
La variation d'entropie se répartit de la façon suivante : {\displaystyle \Delta S_{\text{cycle}}=S_{\text{échangée}}+S_{\text{créée}}}

Or, puisque {\displaystyle S} est une fonction d'état ({\displaystyle dS} est une différentielle exacte), on a : {\displaystyle \Delta S_{\text{cycle}}=0}
Dans de nombreux cas avec {\displaystyle n} sources thermiques, 
{\displaystyle S_{\text{échangée}}=\sum _{i=1}^{n}{\frac {Q_{i}}{T_{i}}}} (en effet, les sources de chaleurs considérées sont modélisées par des thermostats) et {\displaystyle S_{\text{créée}}\geq 0} (second principe)
d'où l'inégalité de Clausius : {\displaystyle \sum _{i=1}^{n}{\frac {Q_{i}}{T_{i}}}\leq 0}.
Dans le cas de transformations réversibles (donc théoriques car négligeant les effets dissipatifs notamment), où {\displaystyle S_{\text{créée}}=0}, on obtient l'égalité de  Clausius-Carnot :
{\displaystyle \sum _{i=1}^{n}{\frac {Q_{i}}{T_{i}}}=0}
On peut à partir de cette égalité limite établir l'efficacité énergétique théorique maximale que l'on peut espérer avec la machine.

## Efficacité énergétique et rendement effectif énergétique
L'efficacité énergétique d'une machine thermique, qui est une grandeur sans dimension, s'exprime comme :
{\displaystyle \eta =\left|{\frac {E_{\mathrm {fournie} }}{E_{\mathrm {consomm{\acute {e}}e} }}}\right|}.
L'efficacité énergétique théorique maximale d'une machine thermique ditherme est réalisée par un cycle entièrement réversible constitué de deux isothermes et deux adiabatiques, appelé cycle de Carnot. Cette limite ne dépend que des températures des sources de chaleur et est donc indépendante de la technique utilisée.
Il est aussi possible de définir le rendement effectif énergétique r d'une machine thermique comme le rapport de l'efficacité énergétique réelle par l'efficacité énergétique idéale du cycle de Carnot :
{\displaystyle r={\frac {\eta _{\mathrm {r{\acute {e}}el} }}{\eta _{\mathrm {Carnot} }}}.}
D'après le second principe de la thermodynamique, le rendement effectif énergétique est toujours inférieur à 1. Le seul cas réel où il est égal à 1 est le cas d'un récepteur monotherme tel qu'un radiateur électrique. Dans le cas d'un moteur ditherme, l'efficacité énergétique est le plus souvent appelée "rendement". Ce rendement dépend des températures, mais aussi de la chimie des gaz utilisés, des frottements internes ou encore des pertes thermiques. Dans les cas réels, on approche la limite théorique (efficacité du cycle de Carnot) de très loin : il reste beaucoup de progrès à faire dans ces domaines.